# プロコピス・パヴロプロス
プロコピス・パヴロプロス（ギリシア語: Προκόπης Παυλόπουλος、 発音 [proˈkopis pavˈlopulos]、 英語: Prokopis Pavlopoulos、 1950年7月10日 - ）は、ギリシャの弁護士、法学者にして政治家。2015年より2020年まで同国第三共和政第8代大統領を務めた。2004年から2009年までは内務大臣を務めていた。 日本のメディアでは主にパブロプロスと表記される。

## 経歴

### 法学者
1950年、ギリシャ王国のカラマタ市に生まれる。父親のヴァシリオス・パヴロプロスは大学教授だった。アテネ大学法学部を卒業後、フランスに留学しパリ第二大学（パンテオン・アサス）の法学部博士課程を修了した。帰国後、1980年にアテネ大学の講師となり、助教授へと昇進後、1989年に教授となる。

### 政治家
1974年にミハイル・スタシノプロス (Michail Stasinopoulos) 大統領の秘書となり、1989年11月から1990年4月までクセノフォン・ゾロタス (Xenophon Zolotas) 内閣の政府報道官を務めた。1990年から1995年まではコンスタンディノス・カラマンリス大統領の法律顧問だった。
1996年のギリシャ議会総選挙においてパヴロプロスは新民主主義党 (ND) の議員として当選し、その後2014年まで国会議員を続けた。2004年から2009年まではコスタス・カラマンリス首相の下で内務大臣を務めた。

### 大統領

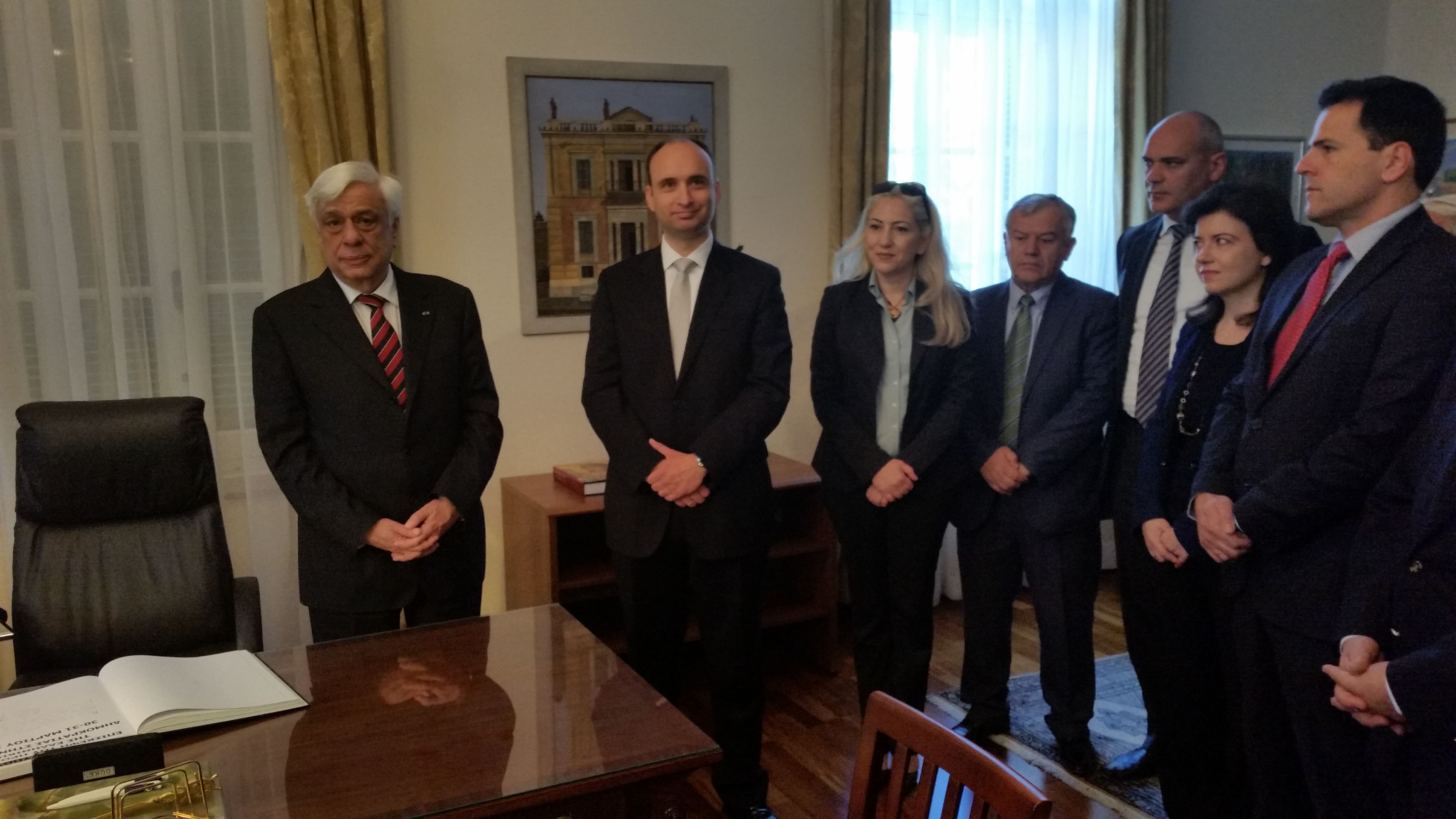
パヴロプロスと国会議員たち（2015年3月）

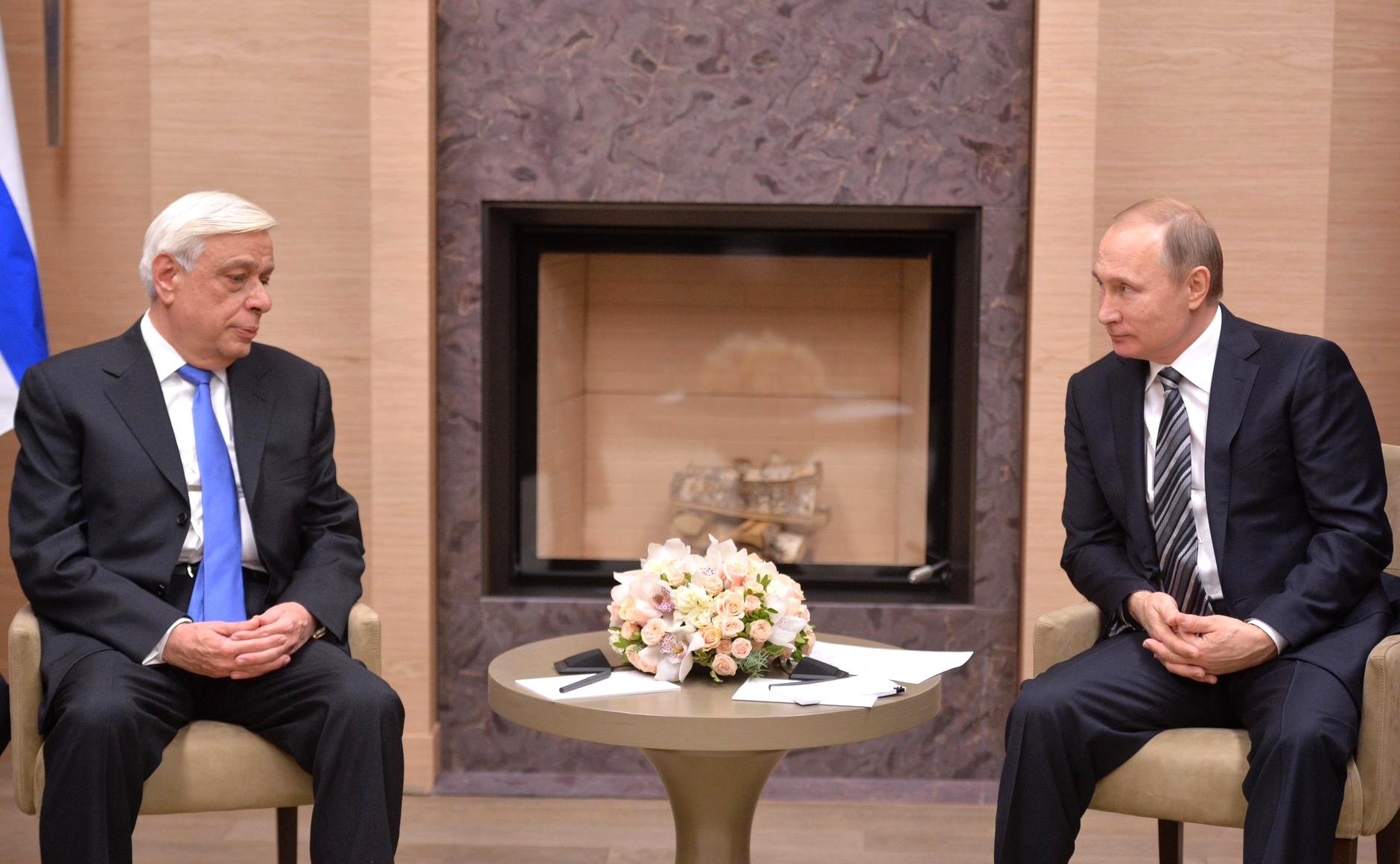
2016年1月15日、ロシアのウラジーミル・プーチン大統領と会談するパヴロプロス

2015年2月17日、急進左派連合 (SYRIZA) のアレクシス・ツィプラス首相はNDのパヴロプロスを次期大統領に推薦した。2月18日に、定数300人のギリシャ議会において233の賛成票によりパヴロプロスは大統領に選出され、3月13日に就任した。（対立候補のニコス・アリヴィザトス (Nikos Alivizatos) の得票数は30だった。）
カロロス・パプーリアス第7代大統領が2015年3月に任期を満了することに伴うギリシャの次期大統領選出は、NDが政権与党だった2014年から進められてきた。しかし与党の推薦する候補者が3回に渡る投票でも議会で承認されず、憲法の規定により議会は解散、その後2015年1月ギリシャ議会総選挙が実施され、NDは野党に下った。SYRIZAによる新政権が推す候補者は、NDの副党首にして欧州委員会のディミトリス・アヴラモプロス (Dimitris Avramopoulos) 欧州委員（移民・内務・市民権担当）であると当初は考えられていたため、今回の選出は予想外の結果だった。
2015年、ドイツに対して第二次世界大戦中の賠償請求を行うことを表明。賠償額は、約2787億ユーロと試算した。なお、ドイツ側はドイツ最終規定条約を持ち出して「法的、政治的に解決された」として賠償には応じない方針を取っている。

## 人物
夫人のヴラシア・パヴロプル＝ペルツェミとの間に娘が二人、息子が一人誕生している。（パヴロプロス (Pavlopoulos) という姓はギリシャ語で「パウロの息子」を表す。女性形が「パヴロプル」である。）母国語であるギリシャ語の他、英語とフランス語を解する。